# ان‌جی‌سی ۶۶۰۳
ان‌جی‌سی ۶۶۰۳ (انگلیسی: NGC 6603) یک خوشه باز است که توسط جان هرشل در ۱۵ ژوئیه ۱۸۳۰ در صورت فلکی قوس کشف شد.